# Taiki Tsuruno
Taiki Tsuruno (鶴野 太貴 Tsuruno Taiki?, nacido el 4 de septiembre de 1990 en Hokkaido) es un futbolista japonés que se desempeñaba como centrocampista.

## Trayectoria

### Clubes
| Club               | País  | Año         |
| ------------------ | ----- | ----------- |
| Mito HollyHock     | Japón | 2009 - 2011 |
| Zweigen Kanazawa   | Japón | 2012        |
| Vanraure Hachinohe | Japón | 2013 - 2014 |
| Saurcos Fukui      | Japón | 2015 -      |

## Estadística de carrera

### Clubes
| Club               | Año   | Liga  | Liga  | Copa J. League | Copa J. League | Copa del Emperador | Copa del Emperador | Total | Total |
| Club               | Año   | Part. | Goles | Part.          | Goles          | Part.              | Goles              | Part. | Goles |
| ------------------ | ----- | ----- | ----- | -------------- | -------------- | ------------------ | ------------------ | ----- | ----- |
| Mito HollyHock     | 2009  | 2     | 0     | -              | -              | 0                  | 0                  | 2     | 0     |
| Mito HollyHock     | 2010  | 1     | 0     | -              | -              | 0                  | 0                  | 1     | 0     |
| Mito HollyHock     | 2011  | 3     | 0     | -              | -              | 1                  | 0                  | 4     | 0     |
| Zweigen Kanazawa   | 2012  | 2     | 0     | -              | -              | 0                  | 0                  | 2     | 0     |
| Vanraure Hachinohe | 2013  | 16    | 2     | -              | -              | 2                  | 0                  | 18    | 2     |
| Vanraure Hachinohe | 2014  | 2     | 0     | -              | -              | 0                  | 0                  | 2     | 0     |
| Saurcos Fukui      | 2015  | 12    | 2     | -              | -              | 1                  | 0                  | 13    | 2     |
| Saurcos Fukui      | 2016  | 13    | 0     | -              | -              | 0                  | 0                  | 13    | 0     |
| Saurcos Fukui      | 2017  | 12    | 1     | -              | -              | 1                  | 0                  | 13    | 1     |
| Saurcos Fukui      | 2018  |       |       |                |                |                    |                    |       |       |
| Total              | Total | 63    | 5     | -              | -              | 5                  | 0                  | 68    | 5     |